# Fédération fidjienne de rugby à XV
La Fédération fidjienne de rugby à XV (Fiji Rugby Union) est une entité membre de World Rugby qui régit l'organisation du rugby à XV aux îles Fidji.
Elle regroupe les fédérations provinciales, les clubs, les associations, les sportifs, les entraîneurs, les arbitres, pour contribuer à la pratique et au développement du rugby dans tout le territoire fidjien.
Elle est divisée en trente fédérations locales. La Fiji Rugby Union est membre de la Pacific Islands Rugby Alliance (PIRA), avec la Samoa Rugby Football Union et la Tonga Rugby Football Union. Sur une population totale de 950 000 personnes, 45 300 joueurs sont licenciés.

## Identité visuelle
En février 2019, un nouveau logo épuré est dévoilé par la fédération,.

Évolution du logo
Ancien logo abandonné en février 2019.
Logo depuis février 2019.

## Palmarès des équipes des Fidji
- Équipe des Fidji de rugby à XV

Coupe du monde :
- - 1987 : 1/4 finaliste
  - 1991 : poule qualificative
  - 1995 : pas qualifié
  - 1999 : barragiste (1/8 finaliste)
  - 2003 : poule qualificative
  - 2007 : 1/4 finaliste
  - 2011 : poule qualificative
  - 2015 : poule qualificative
  - 2019 :
- Voir articles détaillés :
- Fidji en coupe du monde de rugby 1987
- Fidji en coupe du monde de rugby 1991
- Fidji en coupe du monde de rugby 1999
- Fidji en coupe du monde de rugby 2003
- Fidji en coupe du monde de rugby 2007
- Fidji en coupe du monde de rugby 2011
- Fidji en coupe du monde de rugby 2015

- Équipe des Fidji de rugby à sept

Voir article détaillé Coupe du monde de rugby à sept
Meilleure équipe au monde, double championne du monde.
- Jeux olympiques d'été de 2016 : médaille d'or